# Jūraku-ji
Le Jūraku-ji (十楽寺) est un temple de la secte Kōya-san du Bouddhisme Shingon, situé dans la ville d'Awa, préfecture de Tokushima au Japon. 
C'est le 7e temple sur la route du pèlerinage de Shikoku. On y accède, depuis le temple 6 Anraku-ji, après une marche d'environ 1,5 km.
L'image principale en est celle d'Amida Nyorai. Le temple aurait été fondé par Kōbō Daishi qui en a sculpté l'image,,. Le hall principal actuel date de l'ère Meiji (1868-1912), mais possède des statues de l'ère Kamakura (1185-1333). À la gauche du hall, on voit une statue de Jizō Bosatsu qui, selon les croyances, guérirait les problèmes oculaires.
En 2015, le Jūraku-ji est désigné Japan Heritage avec les 87 autres temples du pèlerinage de Shikoku. 

## Crédit d'auteurs
- (en) Cet article est partiellement ou en totalité issu de l’article de Wikipédia en anglais intitulé « Jūraku-ji (Awa) » (voir la liste des auteurs).